# Adrien Jaulmes
Pour les articles homonymes, voir Jaulmes.
Adrien Jaulmes, né en 1970 à Albertville, est reporter au service étranger du Figaro depuis 2000.

## Biographie
Diplômé de l'Institut d'études politiques de Lyon, il effectue son service militaire comme élève officier de réserve, période à l'issue de laquelle il s'engage comme officier de réserve servant en situation d'activité (ORSA) dans la Légion étrangère. Lieutenant au 2e régiment étranger de parachutistes, il participe à l'opération Pélican 2 en juin 1997 à Brazzaville (République du Congo). 
Il quitte l'armée afin de se consacrer au journalisme et à la spécialité de reporter de guerre et rejoint Le Figaro fin 1999.
Il a depuis couvert la plupart des conflits contemporains, notamment la guerre en Afghanistan en 2001, l'invasion de l'Irak en 2003, et la guerre d'Israël contre le Hezbollah de l'été 2006.

## Récompenses
Il est lauréat du prix Albert-Londres en 2002 pour ses reportages sur l'Afghanistan.
Il est lauréat du prix Bayeux des Correspondants de guerre en 2007 pour un reportage réalisé avec l'armée américaine en Irak.

## Amérak
Amérak n'est pas un roman mais il raconte « l'histoire de l'Amérak qui « est celle de la non-rencontre entre l'Amérique et l'Irak », où l'auteur alterne les citations de Lewis Carroll, à Lawrence d'Arabie, en passant par Vassili Grossman et le général Petraeus. Sa plume humoristique se rapproche de celle d’un Evelyn Waugh. Celle d'un pays, construit par les Américains en Mésopotamie, où les routes sont baptisées Peggy, Sue, Jacckson. L'histoire raconte finalement la guerre absurde sous un fond d'Alice au pays des merveilles.
Le titre de l'ouvrage est un mot-valise inventé par l'auteur de l'ouvrage.

## Publications
- Amérak, Sainte-Marguerite sur Mer, France, Éditions des Équateurs, 2009, 140 p. (ISBN 978-2-84990-098-7)
- Sur les traces de George ORWELL, Éditions des Équateurs, Sainte-Marguerite-sur-mer, 2019, 160 p. (ISBN 9782849906354)
- Raconter la guerre, Éditions des Équateurs, 2021.